# Katovická hora
Katovická hora (též Kněží hora podle pověsti o kněžně, která se zde zřítila ze srázu s kočárem) je vrchol v Blatenské pahorkatině o nadmořské výšce 493 metrů, nacházející se nad ústím Březového potoka do řeky Otavy severozápadně od Katovic.

## Přírodní rezervace
Ve vrcholové a západní části hory byla v roce 1985 vyhlášena přírodní rezervace Kněží hora, která má za úkol ochranu původní doubravy typické pro Strakonicko a řady druhů chráněných rostlin.

## Hradiště
Ve vrcholovém prostoru hory se nacházejí pozůstatky raně středověkého
hradiště. Jedná se o elipsovité hradiště o celkové rozloze asi 8 hektarů. Samotnou akropoli obepíná po celém obvodu val. Ze severu je k ní připojeno vnitřní a vnější předhradí. Všechny tři části jsou opevněny mohutnými valy, vnější a vnitřní předhradí dokonce valem dvojitým. Jednalo se zřejmě o dřevohlinité opevnění s čelní na sucho kladenou kamennou plentou. Těžiště osídlení lze datovat do 9. století. Nálezy dokládají zánik alespoň části hradiště mohutným požárem.

## Žižkův most

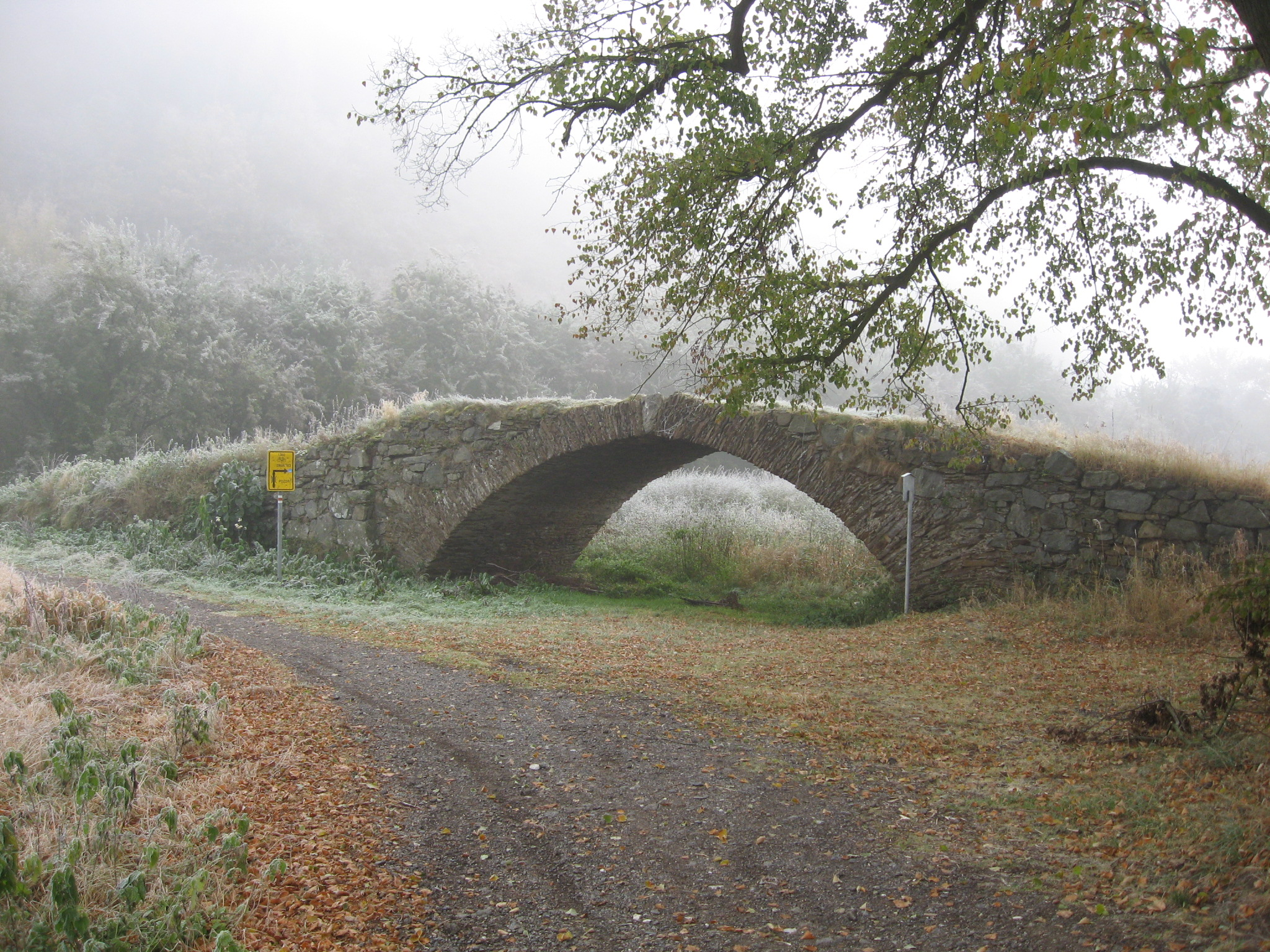
Žižkův most

Pod západním svahem asi 150 metrů proti proudu Březového potoka od jeho soutoku s Otavou se nachází kamenný tzv. Žižkův most – kamenný most o jednom oblouku, který překlenoval původní tok potoka. Dnes se most nachází mimo potok i mimo cestu. Ve staré pověsti je spojen s Žižkovým tažením na hrad Rabí. Most byl však postaven až v 17. nebo 18. století, kdy zde jezdily formanské vozy, než byla postavena nová císařská silnice (dnešní silnice I/22).

## Grafitové štoly
V západním svahu se nachází trojice nepoužívaných štol, které jsou reliktem těžby grafitu na počátku 20. století. Nejhořejší štola je již zasypaná závalem. Propadlé vrstvy stropu jsou viditelné v lesíku nad štolou. Dvě spodní štoly se dochovaly dodnes. Vstup do nich je nebezpečný z důvodu hrozícího závalu zejména po vydatnějších deštích. Hrozí zde i pád do propojovací šachty mezi štolou spodní a střední. V nedávné minulosti již byly zaznamenány smrtelné případy.